# Tarkhan
Tarkhan oder Tarchan (alttürkisch Tarqan, modernes türkisch Tarkan, mongolisch: Darkhan; persisch ترخان Tarxan, chinesisch 達干, W.-G. Targan, arabisch طرخان Tarkhaan; alternative Schreibweise Tarcan) ist ein antiker zentralasiatischer Titel, der von verschiedenen indo-europäischen (z. B. iranischen, tocharischen) und turko-mongolischen Völkern Zentralasiens, insbesondere während des Mittelalters in den Nachfolgestaaten des Mongolenreiches verwendet wurde.

## Bedeutung
Der Name "Tarkan", hat in den alten altaischen und mongolischen Sprachen eine Bedeutungen wie "ausbreiten", "spannen" und auch "angreifen". In den türkisch-mongolischen Staaten wurde der Begriff "Tarkhan", "Tarkan" oder "Tarhan" verwendet, um Personen mit Privilegien zu bezeichnen.
Die Bedeutung des Namens Tarkan im Türkischen waren die folgenden zwei.
1. Ein Titel, der vor der Islamisierung verwendet wurde und Ämter wie Stellvertreter, Minister oder Herr bezeichnete.
2. Eine privilegierte, angesehene Person.[4]

## Etymologie
Der Ursprung des Wortes ist unbekannt. Historiker sehen es entweder als (ost-)iranischen, türkischen, oder mongolischen Ursprungs an.
R. Frye vermutet, das Wort sei „wahrscheinlich dem Sogdischen fremd“ und vielleicht als Lehnwort aus dem Türkischen anzusehen. Gerhard Doerfer stimmt dem zu, weist aber darauf hin, dass das Wort tarxan den Plural tarxat mit dem mongolischen Pluralsuffix -at bilde, der dem Türkischen fremd sei und nimmt eine letztlich mongolische Herkunft an.
 L. Ligeti zieht denselben Schluss und fügt hinzu, dass „tarxan und tegin [Prinz] den völlig untürkischen Plural tarxat und tegit“ bilden und dass das Wort den mittelalterlichen west-türkischen Sprachen wie Bolgarisch unbekannt ist. Als Bedeutung gibt Doerfer „steuerbefreit“ oder „Schmied“ an. Abaev nimmt unter Verweis auf das Magyarische für *tarxan  eine skythische Herkunft mit der Bedeutung Richter an und verweist auf ossetisch tærxon („Streit, Prozess“) und tærxon kænyn („Recht sprechen“).
Sicher ist, dass Tarkhan nicht mit dem türkisch-mongolischen Königstitel Khan/Khagan verwandt ist.
Das Wort wurde in andere Sprachen übernommen, z. B. armenisch tʿarxan, georgisch t’arxani und russisch тархан.

## Geschichte
Der Titel wurde von zahlreichen iranischen (Sogdier, Hotanesen und Hephthaliten) und türkisch-mongolischen Völkern Zentralasiens und anderen Steppenvölkern benutzt, z. B. als hoher militärischer Rang in der Armee des Timur. Tarkhane befehligten Einheiten und waren in etwa Generale. Sie konnten auch als militärische Statthalter eroberter Provinzen eingesetzt werden.
Die Göktürken übernahmen wahrscheinlich den Titel Darqan (mongolische Schreibweise) von den mongolischsprachigen Rouranern oder Awaren. Die Tarkhane besaßen das Privileg, die Yurte des Khagans ohne Voranmeldung zu betreten und wurden normalerweise bis in die neunte Generation für begangene Straftaten begnadigt. 
Wie viele Titel taucht Tarkhan (türkische Schreibweise) auch als Vorname auf, unabhängig vom gesellschaftlichen Rang der Person, was in einigen Fällen die Zuordnung erschwert. Zum Beispiel erwähnen arabische Quellen oft einen "Tarkhan, König der Chasaren". Ob dies eine ungenaue Beschreibung eines hohen Militärs oder der Name des Chasaren-Khagans selbst ist, bleibt unklar. Der Name wird heute noch gelegentlich in türkisch- und arabischsprachigen Ländern benutzt.
Im Mongolenreich war der Darkhan von Besteuerung, Fronarbeit und Heeresfolge ausgenommen. Dschingis Khan machte alle seine Gefolgsleute, die ihm beim Aufstieg geholfen hatten, im Jahr 1206 zu Darkhanen. Die Familien der Darkhane spielten eine entscheidende Rolle bei Nachfolgestreitigkeiten in der Yuan-Dynastie und dem Ilchanat. Abaqa Khan (1234–1282) machte einen Inder zum Darkhan, nachdem dieser seine Mutter und deren Gefolge sicher von Zentralasien nach Persien geleitet hatte. Ein reicher persischer Händler wurde von Ghazan zum Darkhan ernannt. In Russland übertrugen die Khane der Goldenen Horde wichtige Aufgaben den Darkhanen. 
Ein Tarkhan begründete die Tarkhan-Dynastie, die Nordindien zwischen 1554 und 1591 beherrschte.